# Franz Reinl
Franz Josef Reinl (Baden bei Wien, 25 mei 1903 – Trippstadt, 14 februari 1977) is een Oostenrijks componist en dirigent.

## Levensloop
Reinl kreeg zijn eerste muzieklessen van zijn ouders. Verder kreeg hij vioolles in de muziekschool Geyer en pianoles privé. Hij studeerde aan de Wiener Musikakademie onder andere bij Franz Schmidt en Joseph Marx (compositie) en bij C. Krauß (orkestdirectie). In 1926 behaalde hij zijn diploma. 
Vanwege de toenmalige theatercrisis kreeg hij geen baan als dirigent. Reinl nom deel aan verschillende compositiewedstrijden en bereikte ook prijzen. Maar om te leven werkte hij ook als pianist in het bioscoop, als organist, als altviolist en koordirigent. Een bepaalde tijd was hij leider van de Blue-Star-Band. Van 1938 tot 1943 was hij muziekleraar aan het "Knabengymnasium" te Floridsdorf. In 1943 huwde hij met Hilde Ertl, geboren Mantler. Kort na zijn huwelijk werd hij door het militair ingetogen en werd gestationeerd in Graz. 
Na de Tweede Wereldoorlog begon hij in Salzburg nieuw en was dirigent voor lichte muziek. Van Duitse omroepstations kreeg hij compositieopdrachten. In 1952 vertrok hij naar Stuttgart en vervolgens naar Waldenbuch. Sindsdien componeerde hij vooral lichtere muziek voor het radio en het toneel, maar ook voor harmonieorkesten. De laatste jaren voor zijn overleden woonde hij in Trippstadt. 
Zijn weduwe heeft later een "Franz Josef Reinl-Stiftung" opgericht, die jaarlijks prijzen aan componisten en harpisten uitreikt. 

## Composities

### Werken voor orkest
- 1951 Dessert, ballet-suite voor orkest
  1. Malagatrauben
  2. Faschingskrapfen
- 1953 Bergland, fantasie voor groot orkest
- 1961 Romance, voor viool en orkest
- 1964 Irische Dudelsack Tänze, voor orkest
- 1965 Divertimento nach altösterreichischen Militärsignalen
- 1965 Zwischen Tag und Nacht, drie schilderijen in het schemerlicht voor orkest
- 1967 Hymnische Ouvertüre, voor groot orkest
- 1970 Mini-ssimo, voor orkest
- 1970 Kolderieke serenade, voor orkest
- 1970 Sprühregen, intermezzo voor groot orkest
- 1971 Lausbüberei, een muzikale onbeschoftheid voor orkest
- Concertino, voor accordeon en kamerorkest
- Der Tannenbaum
- Humoreske über eine Wiener Melodie, voor groot orkest
- Impressionen und Jou-Jou, voor 2 harpen, slagwerk en strijkorkest
- Jagdkonzert, voor hoorn solo en orkest
- Kleine Leckerbissen, suite voor orkest 
  1. Plumpudding
  2. Nürnberger Lebkuchen
  3. Eisbomben
- Kubanische Improvisation
- Mazedonische Skizze
- Mazurka, voor klein orkest
- Mixtum
  1. Introduktion
  2. A la parisienne
  3. Episode
  4. Gondoliera
  5. Interludium
  6. Walzer-Quodlibet
  7. Fugato-Scherzo
  8. Volkslied
- Romanische Rhapsodie

### Werken voor harmonieorkest
- Der letzte Streich, voor harmonieorkest
- Die Wachau, symfonisch gedicht voor harmonieorkest
- Frühlings-Fanfaren, voor harmonieorkest
- Grüne Ampel, voor harmonieorkest
- Nordische Rhapsodie, voor harmonieorkest
- Symphonie, voor harmonieorkest
- Träumender Zigeuner, voor harmonieorkest

### Muziektheater

#### Operettes
- Der Sohn des Mikado,   - première: 25 december 1954, Salzburg, Festspielhaus

### Vocale muziek
- An der Hausbar, 3 chansons voor zangstem en accordeon
  1. Champagner-Flip
  2. Silver-Fizz
  3. Nikolaschka-Drink

### Kamermuziek
- Schlafmütze, voor trombone en piano

### Werken voor accordeon
- Burleske auf eine Spielmannsweise, voor accordeonorkest
- Kleine Barock-Suite, voor twee accordeons
- Rondo nach einer badisch-pfälzischen Volksweise, voor accordeonorkest